# Різдво у Греції

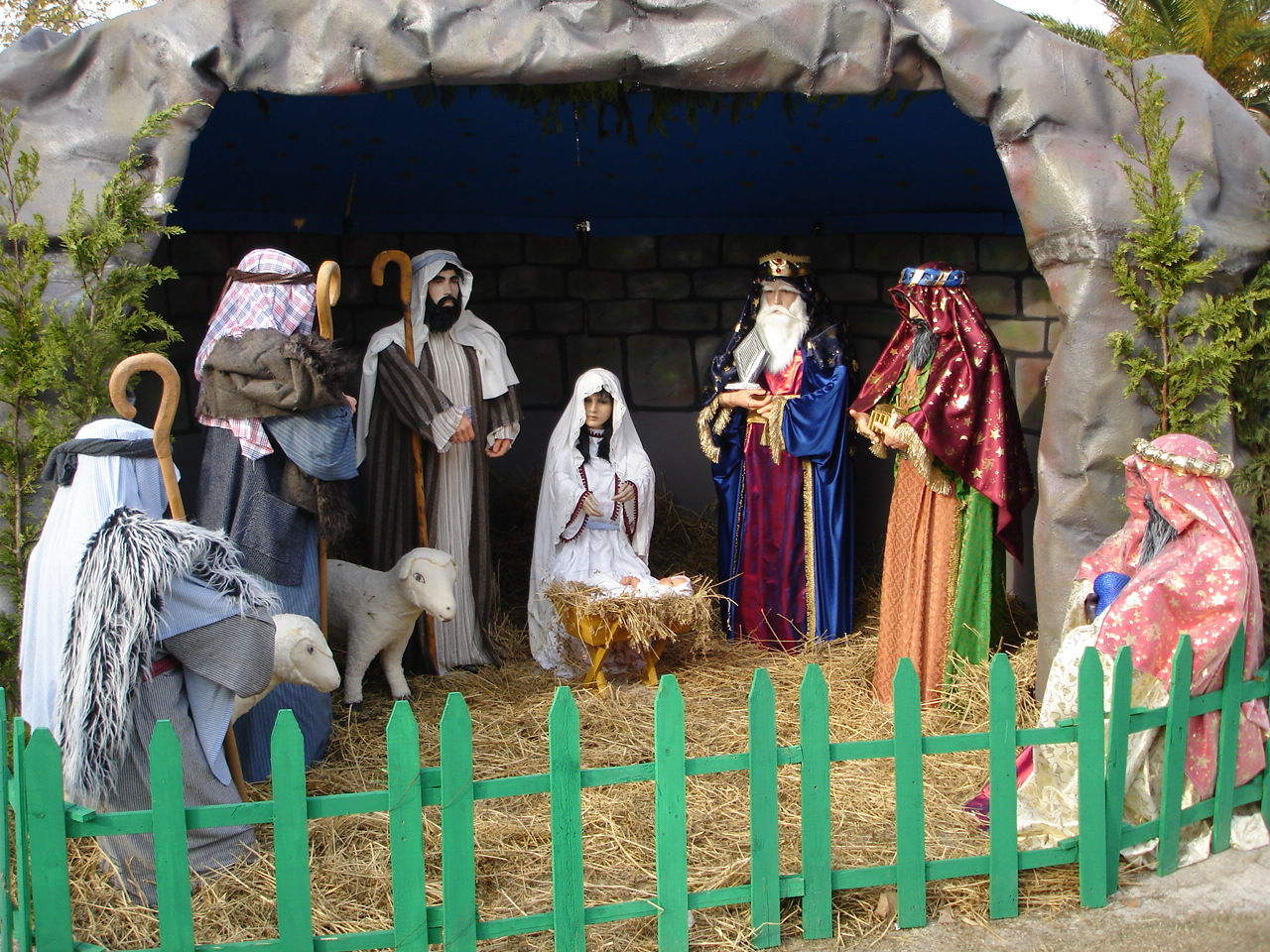
Різдвяна шопка в передмісті Афін Аргіруполі

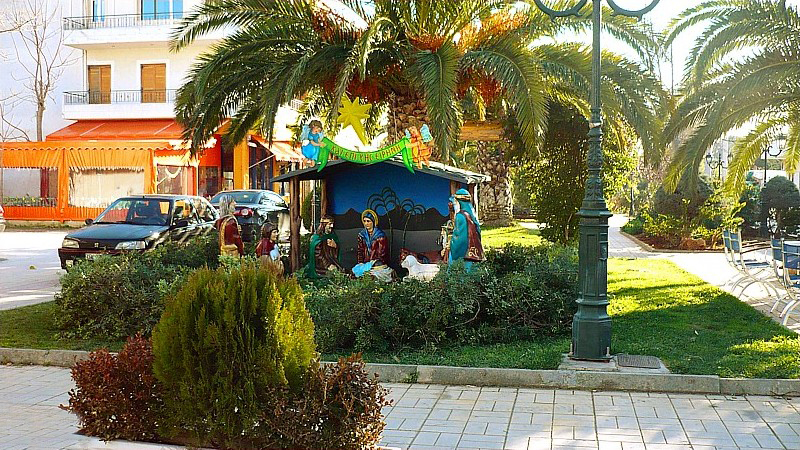
Різдвяна шопка в Палліні

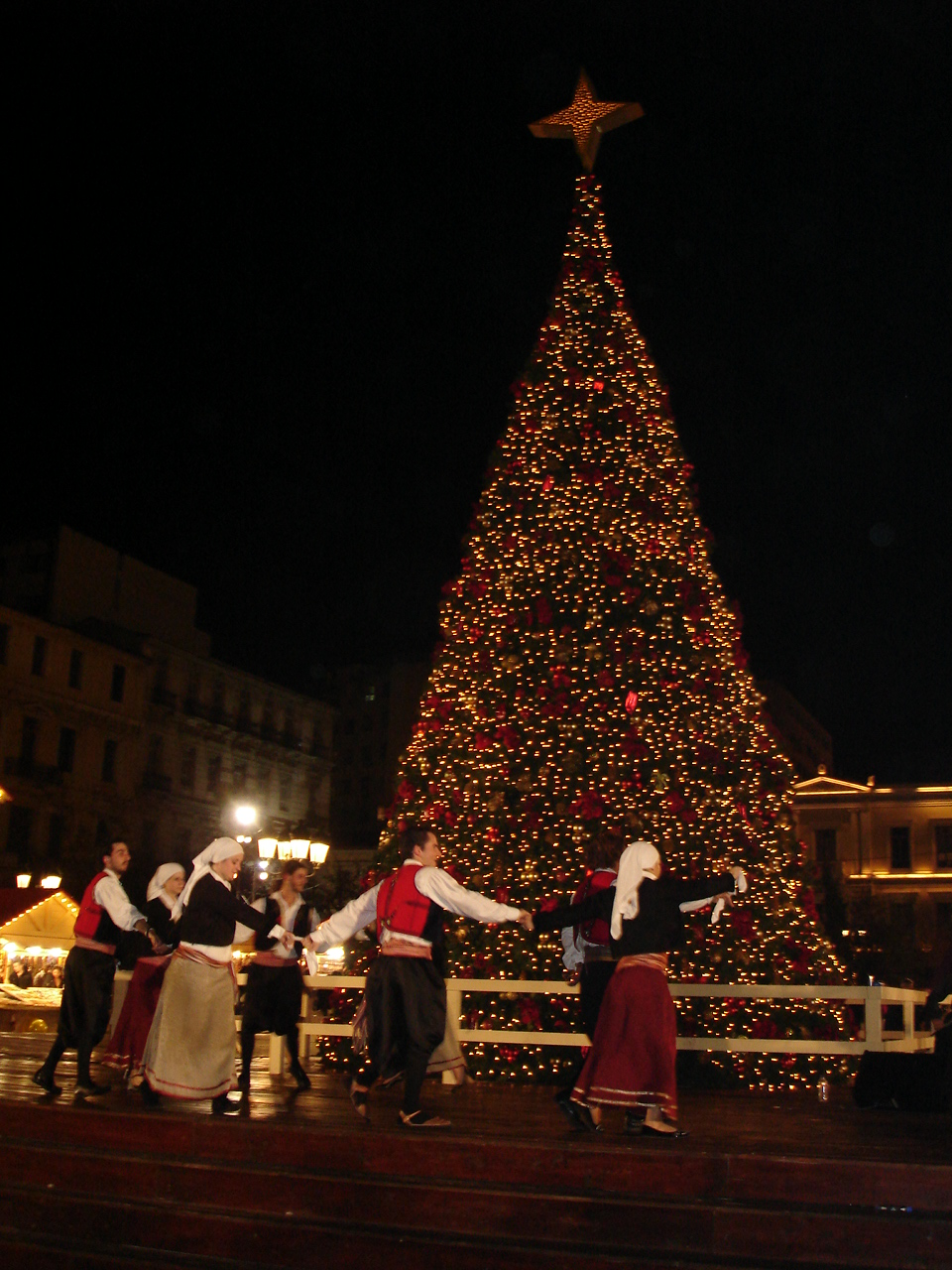
Традиційні танці навколо різдвяної ялинки — христоксіло

Різдво в Греції (грец. Χριστούγεννα στην Ελλάδα, трансліт. Khristoúyenna stin Elláda) — державне свято в Грецькій Республіці, присвячене Різдву Христовому, яке відзначається 25 грудня, як у Болгарії, Румунії, Україні та на Кіпрі. Святковий період у Греції триває з 30 листопада (День святого Андрія) до 6 січня (Богоявлення). 
Вселенський патріархат Константинополя, Церква Греції та Греко-візантійська католицька церква святкують Різдво Христове за новоюліанським календарем, а Римо-католицька церква Греції за григоріанським календарем.

Різдвяні свята тривають 12 днів — до 6 січня, свята Теофанії або Фота. Для греків це завжди радість, в усіх куточках держави Різдво Христове відзначається з особливим настроєм, оскільки супроводжується традицією прикрашати будинок, готувати особливі святкові страви і починати нове життя в новому році, виганяючи все погане з минулого.

## Христоксіло
У містах і селах Греції напередодні трьох свят: Різдва, Нового Року та Хрещення, — господарі будинків виходили в ліс у пошуках найміцнішого ялинового дерева або ж замість ялини використовували оливкове дерево, яке зрубували і приносили додому. Це дерево називали христоксіло (грец. Χριστόξυλο) — Дерево Христа. Дерево розрубували на дрібні полінця, які заносили до будинку, аби ним опалювати камін весь період свят — від Різдва до Водохреща. Сьогодні ця традиція зберігається тільки в деяких селах Північної Греції.

## Чистка каміну
Інша традиція, що зберігається донині, — чистка домашнього каміна. Мета цієї процедуру полягала в тому, щоб вичистити начисто всю торішню золу, димар і трубу — все це для того, щоб злі духи і демони не змогли увійти до будинку в новому році. Увечері напередодні Різдва, коли вся сім'я збереться біля каміна, господар запалює вогонь із дров, нарубаних від Христового дерева. Народне повір'я говорить: поки тут горить дерево — тепло стає Христу там, в холодній Вифлеємській печері. У кожному будинку намагалися поратись так, аби дров христоксіло вистачило до Водохресних свят — Та Фота.
У Греції на Новий рік не перебираються, хіба тільки в деяких районах, таких як Науса і Касторія. Загалом карнавали у Греції проводять тільки у період Масляної — Апокріес — наприкінці лютого.

## Різдвяні пісні

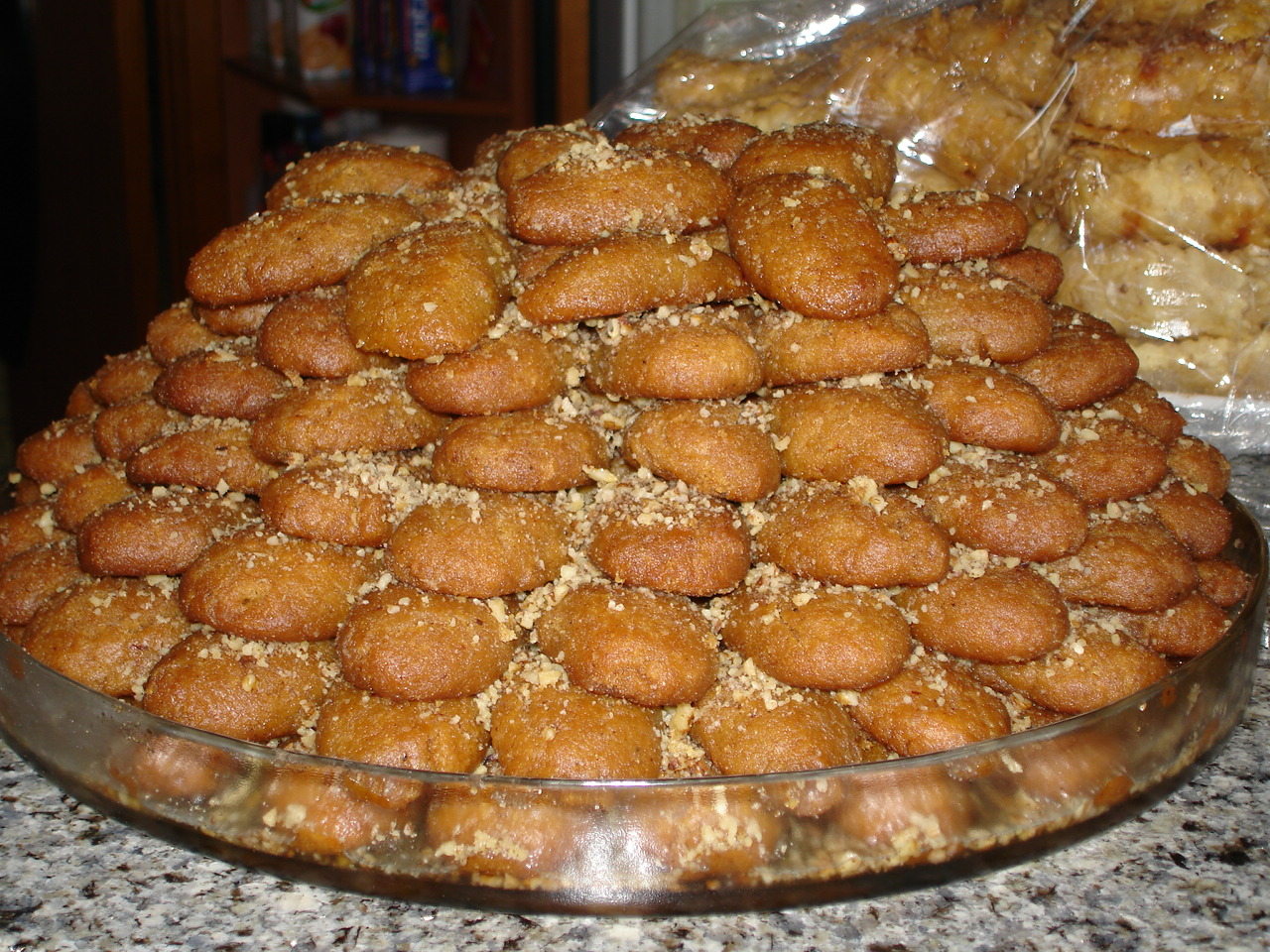
Меломакарона

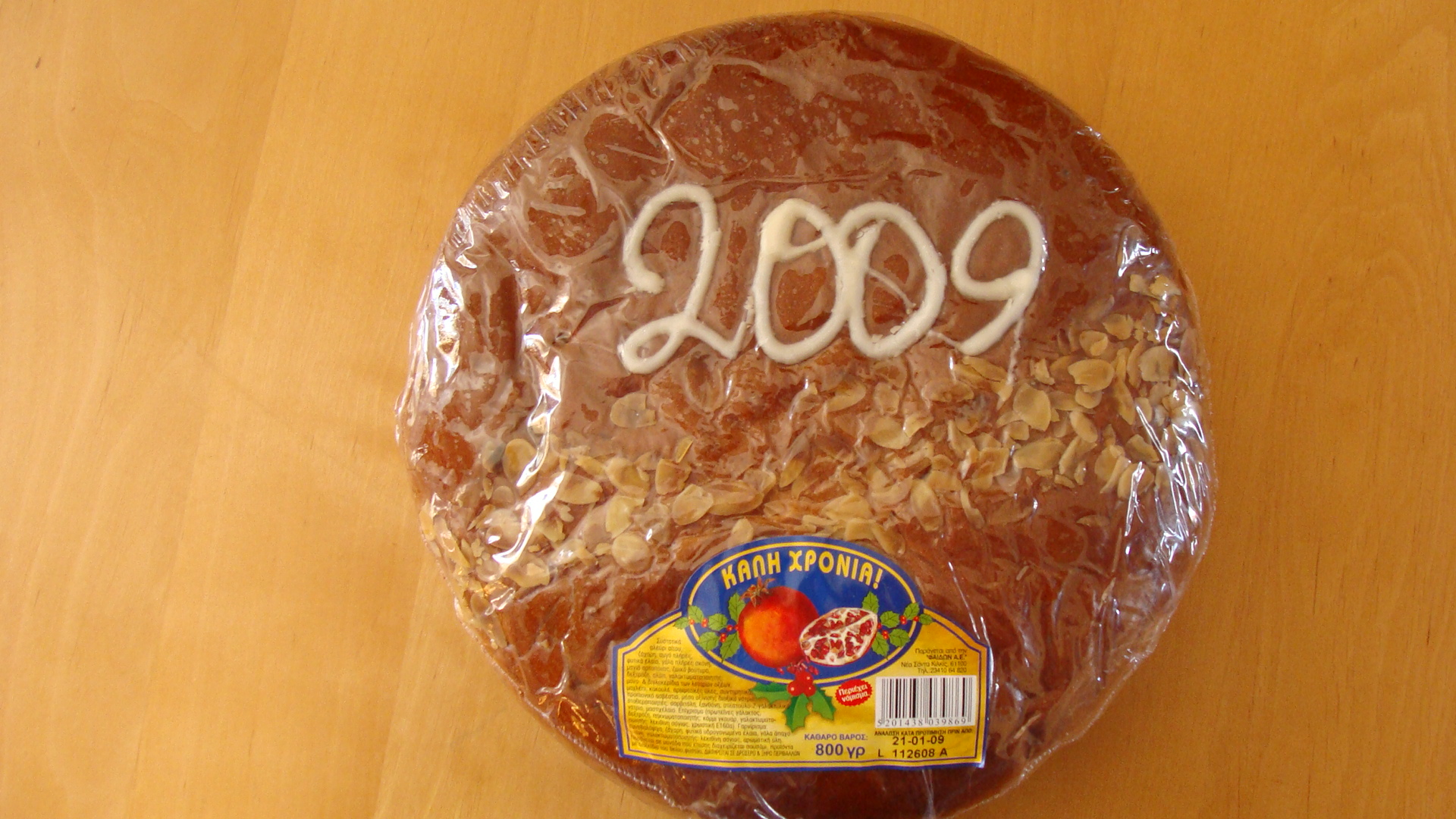
Василопіта

Різдвяні пісні в ці святкові дні обов'язково виконували діти та дорослі. Ця традиція й досі жива. Дуже цікава передріздвяна традиція сартес, коли за місяць до Різдва у кожному містечку збираються групами молодь та підлітки, що мешкають по сусідству,  і розучують колядки, а потім ходять на колядування по домівках, змагаючись «в улові» — подарунках і частуваннях. Ця традиція зберігається досі в Греції. Щоправда, лише серед дітей і підлітків, які групами розучують колядки і ходять по домах, збираючи в нагороду вже не частування, а гроші, сума яких іноді сягає поважних розмірів.

## Різдвяні страви
В усіх районах країни традиційною різдвяною стравою є голубці — лаханосармадес. Вони символізують обгорненого у пелюшки Христа. Готується також масляний пиріг, подаються соління (турша) і компоти з сухофруктів, а також христопсомо — різдвяний хліб із додаванням горіхів, родзинок і олив. Окрім того, традиційно у ці дні готують печеню зі свинини, індичку, начинену рисом, каштанами і родзинками, солодкий пиріг і варену пшеницю з цукром. У пиріг Святого Василя — василопіту — запікають монетку: той, хто знайде її, буде щасливим увесь наступний рік.
У Греції до Різдва і Нового року обов'язково готують солодке частування. На прилавках кондитерських — захаропластіо — з'являються різдвяні солодощі: припорошені, немов снігом, цукровою пудрою кураб'єдес і посипані фісташками або волоськими горіхами меломакарона. Думки про їхнє походження розходяться. За однією з популярних версій, ці солодощі прийшли з Середньої Азії та Туреччини, за іншими, вони справді грецькі. Для приготування кураб'єедес і меломакарона зазвичай збираються бабусі і мами та готують солодощі великими порціями, аби потім вистачило роздати всім родичам і знайомим. Коробочки із домашньою різдвяною випічкою приносять близьким у дні святкових відвідин.

## Традиції Мані
Своєрідно зустрічають найбільше свято зими і в області Мані, загубленій на півострові Пелопоннес, на крайньому півдні материкової Греції. Жителі Мані вважають себе нащадками стародавніх спартанців, що прославилися доблестю в битвах і вкрай суворими звичаями. Мешканці Мані досі шанують своїх славних пращурів, люблять зброю, зберігають стародавній закон гостинності та підтримують строгі родові відносини, як це було у спартанців. Коли вся Греція перебувала під османським ярмом, Мані залишилося єдиним місцем, куди не дісталися турки.
На Різдво жителі Мані не співають — у них строгою традицією з усіх видів народних пісень зберігаються лише плачі. Проте на Мані печуть спеціальні різдвяні солодощі: христопсомо, популярними є й тіганітес — вид хмизу з тіста. При цьому готують дві особливі тіганіти у вигляді фігурок чоловіків і жінок і дають їх з'їсти дітям, щоб на наступний рік у домі панували злагода та щастя.
Різдво — час веселощів і радості, та на півострові Мані Різдво — ще й час страшних казок. Одна з цих казок — про калікандзарів, потворних і злих істот з підземного світу. Тому жителі Мані уникають виходити надвір вночі після Різдва, щоб не бути викраденими калікандзарами. У костюми калікандзарів вбираються на Мані діти, які обходять будинки з колядками.